# Червона Воля (Звягельський район)
Черво́на Во́ля — село в Україні, в Звягельському районі Житомирської області. Населення становить 405 осіб.

## Історія
До 2016 року орган місцевого самоврядування — Червоновільська сільська рада.

## Географія
У селі бере початок річка Добки, права притока Бобра. На північний схід від села бере початок річка Зольня. На північ від села розташований Червоновільський заказник.